# Polač
Polač (italijansko Polazzo, bizjaško in furlansko Polàs) je zaselek v občini Foljan - Sredipolje v Goriški pokrajini v Furlaniji - Julijski krajini. Nahaja se med Foljanom in Sredipoljem, drugima dvema krajema, ki sestavljata tu omenjeno občino. Je del geografske regije, znane kot Bizjakarija.
Kraj sestavlja skupina hiš, naslonjenih na bližnji Kras ter hiše in gospodarska poslopja ob regionalni cesti 305. Tam je staro avstro-ogrsko vojaško pokopališče, na katerem so trupla padlih vojakov v prvi svetovni vojni. Med krajem in regionalno cesto 305 je nekaj obdelovane zemlje.

## Prebivalstvo
Po podatkih matičnega urada Občine Foljan - Sredipolje iz 31. decembra 2008 živi v zaselku Polač 631 ljudi (334 žensk in 297 moških) .